# Mihály Mayer (Bischof)

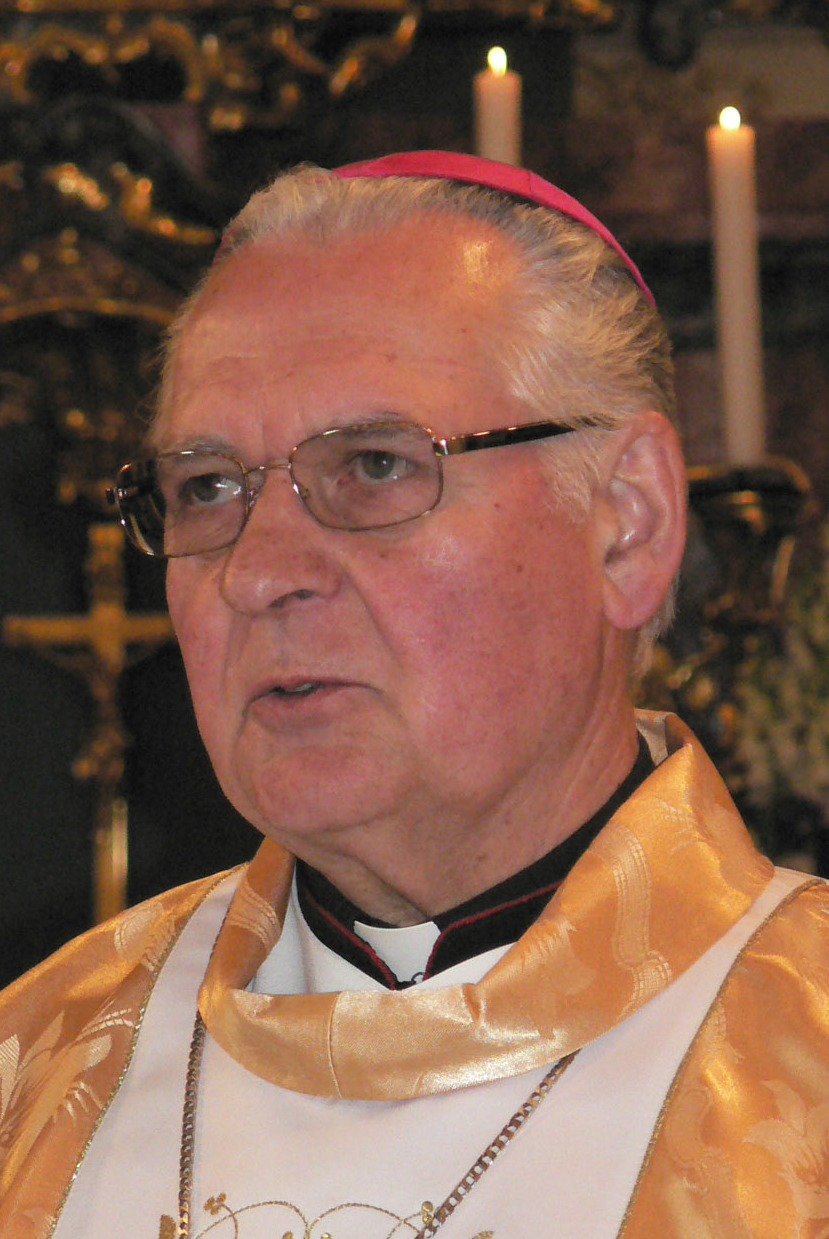
Mihály Mayer

Wappen von Mihály Mayer

Mihály Mayer (* 31. Januar 1941 in Kisdorog, Südtransdanubien, Ungarn) ist emeritierter Bischof von Pécs.

## Leben
Mihály Mayer empfing am 21. Juni 1964 die Priesterweihe für das Bistum Pécs.
Papst Johannes Paul II. ernannte ihn am 23. Dezember 1988 zum Titularbischof von Giru Marcelli und zum Weihbischof in Pécs. Die Bischofsweihe spendete ihm der Erzbischof von Esztergom-Budapest, László Kardinal Paskai OFM,  am 11. Februar 1989; Mitkonsekratoren waren István Seregély, Erzbischof von Eger, und László Dankó, Erzbischof von Kalocsa. 
Am 3. Juli 1989 wurde er zum Bischof von Pécs ernannt. 
Im Herbst 2010 wurde in der ungarischen Presse über schwerwiegende Vorwürfe gegen Mayer berichtet. Danach sollte die Staatsanwaltschaft gegen Mayer in 40 verschiedenen Strafsachen ermitteln. Mayer dementierte seine Beteiligung an den vorgeworfenen Delikten, sah sich aber dennoch zum Rücktritt gezwungen. Papst Benedikt XVI. nahm am 19. Januar 2011 sein Rücktrittsgesuch an.